# Quartiere di Praslin
Il quartiere di Praslin è uno degli 11 quartieri in cui è divisa l'isola di Saint Lucia.